# IAPC
Stichting IAPC is een non-profit ICT-winkel en -adviescentrum voor studenten en medewerkers van de Universiteit Twente. Het is opgericht in 1988 en is sindsdien volledig afhankelijk van studenten, die door middel van commissies en studentenbestuur de stichting draaiende houden. IAPC staat voor Inter-Actief Personal Computing, wat de historische band aangeeft met studievereniging Inter-Actief. Alle studenten en medewerkers van de UT kunnen bij IAPC terecht voor informatie en advies over en de aanschaf van computerhardware.
In februari 2008 verhuisde IAPC vanuit een ruimte in Hal B bij de Waaier naar het nieuwe Educafe in gebouw de Zilverling.